# MatheGrafix
MatheGrafix ist ein geometrisches Zeichenprogramm und ein Funktionenplotter zum Drucken, Präsentieren und Einbinden von Funktionsgraphen, fraktalen und geometrischen Objekten in Office-Dokumente, der interaktives Arbeiten ermöglicht. Das Programm steht als Freeware in einer portablen Softwareversion zur Verfügung und läuft unter Windows.

## Geschichte
- 1994: 16-bit-Version MatheGrafix 4.02
- November 2007: 32-bit-Version MatheGrafix 5.02: die Portierung der 16 bit-Version von MatheGrafix auf 32 bit wurde vorgenommen.
- Mai 2008: MatheGrafix 6.02: Das Programm hat nun das endgültige Speicherformat. Eine erste Veröffentlichung der Version 6 erfolgt am 9. Mai 2008 auf dem landesweiten Bildungsforum für Informations- und Kommunikationstechnologie in Schulen „iMedia“ in Mainz.
- August 2008: MatheGrafix 7.02: englische und deutsche Version des Programms
- November 2008: MatheGrafix 8: Interaktive Erweiterungen des Programms
- Januar 2011: MatheGrafix 9.0: russische Version, Geometriemodul und Online-Hilfe mit Text und Video
- August 2011: MatheGrafix 9.40: Fraktale (Mandelbrot-Mengen, Julia-Mengen) und Ljapunow-Diagramme
- Januar 2012: MatheGrafix 9.50: Formeleditor für Ljapunow-Diagramme
- Januar 2016: MatheGrafix 10.4: Kurven in Polarkoordinaten, Parameterkurven (z. B. Lissajous-Figuren), 3D-Oberflächenplots, Vektoren, Ebenen und Körper im dreidimensionalen Koordinatensystem (Analytische Geometrie)
- Juli 2017: MatheGrafix 11.0: Baumdiagramme, Urnenmodell, Binomialverteilung, Normalverteilung und Testen von Hypothesen (Stochastik)
- August 2022: MatheGrafix 12.1: Formeln mit Steuerung der Parameter über Schieberegler, Datenübernahme aus Excel-Dateien und Auswertung über Regression, logarithmische Skalierung der Koordinatenachsen

## Einsatz von MatheGrafix
Das Programm findet seine Anwendung im Mathematik- und Physikunterricht aller Schularten von der 5. bis 13. Jahrgangsstufe. In der Orientierungsstufe wird mit dem Geometrie-Modul gearbeitet, ab der 9. Klasse mit Funktionsgraphen. Da nur Graphen gezeichnet werden und keine zusätzlichen Berechnungen erfolgen, kann es pädagogisch sinnvoll zur Visualisierung und Dokumentation von Graphen eingesetzt werden. Kurvendiskussionen in der Analysis bleiben sinnvoll, da die Ergebnisse (Ableitungen, Extremwerte, Wendepunkte) nicht vorweggenommen werden.
In der Zentrale für Unterrichtsmedien im Internet e. V. (ZUM) finden sich im ZUM-Wiki Anleitungen und Projekte zum Einsatz von MatheGrafix. Auf der Webseite von MatheGrafix findet sich eine Sammlung von Hilfen, Unterrichts- und Arbeitsmaterialien.

## Verbreitung von MatheGrafix
MatheGrafix wird bereits seit dem Jahr 1994 von Schulen, Lehrern und Institutionen verwendet. Beim rheinland-pfälzischen Schulnetzwerk MNS+ gehört MatheGrafix zur auf dem rheinland-pfälzischen Bildungsserver abgelegten Liste der Software-Grundausstattung und ist damit aktuell in vielen Schulen vertreten.

## Eigenschaften der Software

### Schwerpunkt Druck
Der Schwerpunkt des Programms liegt im Drucken und Präsentieren von geometrischen Objekten und Funktionsgraphen, aber nicht in der Berechnung von Integralen oder Erstellung von Kurvendiskussionen. Es eignet sich daher aus pädagogischer Sicht zur Einbindung in den Unterricht und zur Anfertigung von Hausaufgaben durch die Schüler.

### Interaktivität
Die Auswirkungen von Steigung und y-Achsenabschnitt auf die Funktionsgleichung einer linearen Funktion sowie die Bedeutung der Parameter in der Scheitelpunktform einer Parabel können interaktiv erarbeitet werden. Geometrische Linien und Figuren werden interaktiv gezeichnet. Als Hilfsmittel stehen Geodreieck, Zirkel und Lineal zur Verfügung.